# Kanadai aranyvessző
A kanadai aranyvessző (Solidago canadensis) – más néven kanadai istápfű – az őszirózsafélék családjának őszirózsaformák alcsaládjába tartozó, évelő növény.

## Elterjedése, élőhelye
A legtöbb aranyvesszőhöz hasonlóan ez is Észak-Amerikában honos; onnan hozták át Európába dísznövényként. Azóta számos termőhelyen, így Nyugat-Magyarországon is kivadult. Magaskórós növényzetben, ligeterdőkben, gyomtársulásokban nő; mára több növénytársulás (liget- és láperdők, magaskórós társulások, árterek) meghatározó alkotójává vált. Rokonához, az ugyancsak Amerikából származó magas aranyvesszőhöz (Solidago gigantea) hasonlóan kivadulva főképp a Dunántúlon, a nedvesebb völgyekben, laposokon szaporodott el. Inváziós faj.

## Megjelenése, felépítése
60–220 cm magas, kúszó gyöktörzses, gyorsan növő évelő. Leveles, végig sűrűn szőrös szára felálló, az összetett virágzatig egyszerű.
Levelei lándzsásak, hosszúkásak, a szélük alul ép, a csúcsuk felé fűrészes; a fonákuk pelyhes.
A mintegy 5 mm-es, sárga virágbogai féloldalú fürtökben ívesen hátragörbülnek. A fészek szélén növő nyelves virágok alig hosszabbak a csöveseknél. A termése kaszat.

## Életmódja, termesztése
A nemzetség egyéb tagjaihoz hasonlóan meglehetősen igénytelen, a gondozatlan kertekben, parkokban is jól megél. Enyhén mészkerülő. Július–október között virágzik.
Eredeti termőhelyén Észak-Amerikában a pionír növények egyikeként erőteljesen betelepül a parlagföldekre, amiket nyár végén valósággal elborítanak sárga virágai, valóságos nektártengert adva a rovaroknak.

## Felhasználás
Az észak-amerikai indiánok többféle gyógyászati célra is használták. Teáját Brit-Kolumbia egyes vidékein rendszeresen fogyasztják az influenza megelőzésére, a gyermekek lázának csillapítására. Hasmenések megállítására, sebek és ekcéma kezelésére is használják.
Virága (Solidaginis herba) a drog; ezt többnyire június-júliusban, a virágzás kezdetén gyűjtik. Hatóanyagait és jelenkori felhasználását (a rokon fajokéval együtt) a nemzetség leírásánál ismertetjük.
Kertészeti változatait dísznövénynek ültetik. Virága jól szárítható.

## Alfajok, változatok
- Solidago canadensis var. canadensis (törzsváltozat),
- Solidago canadensis var. lepida,
- Solidago canadensis var. scabra.

## Galéria

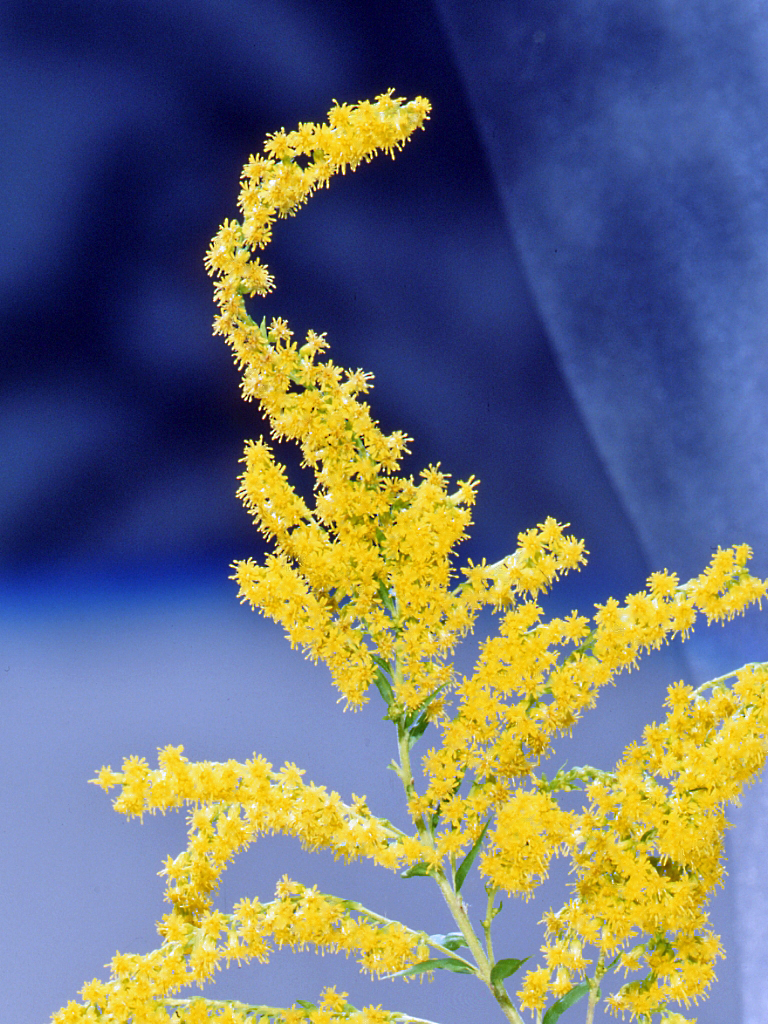
Kanadai aranyvessző virágos hajtása
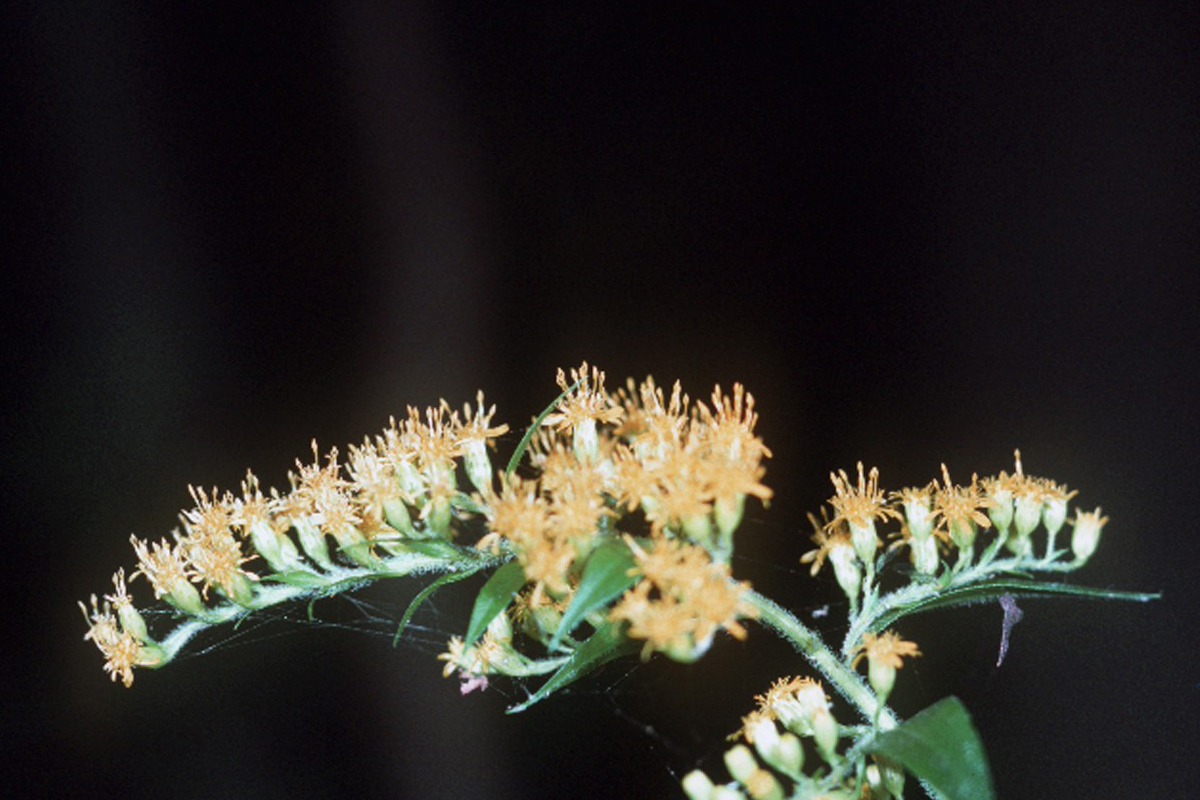
Solidago canadensis var. scabra
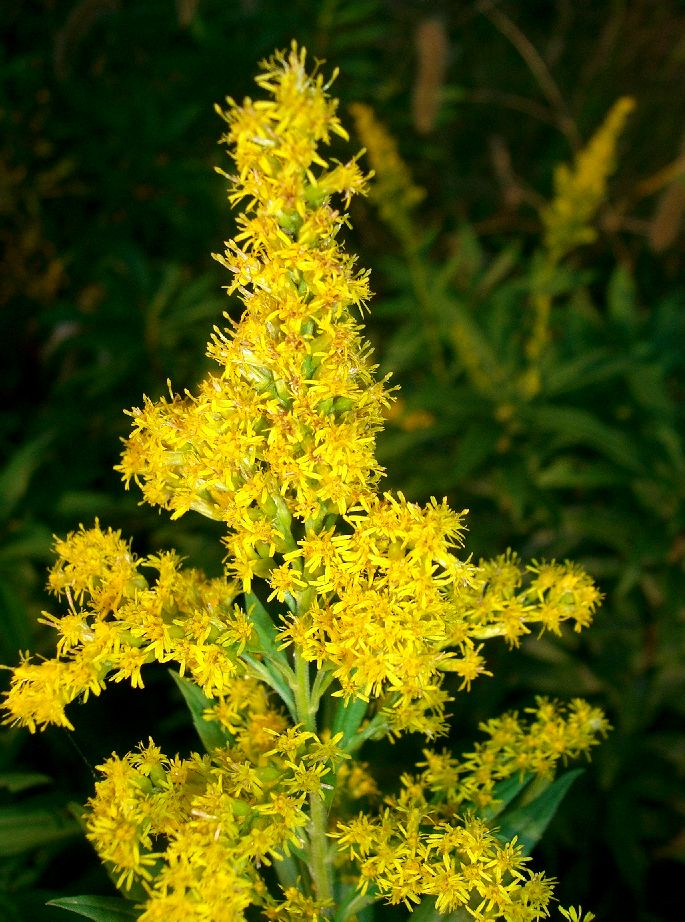
Solidago canadensis var. altissima